# Trochtelfinger Heide und Seckachtal
Das Gebiet Trochtelfinger Heide und Seckachtal ist ein vom Landratsamt Sigmaringen am 19. September 1966 durch Verordnung ausgewiesenes Landschaftsschutzgebiet auf dem Gebiet der Stadt Trochtelfingen.

## Lage
Das etwa 808 Hektar große Landschaftsschutzgebiet liegt nördlich von Trochtelfingen und reicht vom Ortsrand bis zur Gemarkungsgrenze zu Engstingen. Es gehört zum Naturraum Mittlere Kuppenalb.

## Landschaftscharakter
Das Landschaftsschutzgebiet umfasst einen charakteristischen Landschaftsausschnitt der mittleren Kuppenalb mit einem Mosaik aus Äckern, Wiesen und bewaldeten Kuppen. Vereinzelt sind magere Flachlandmähwiesen, Magerrasen, Wacholderheiden und Hudewälder als Relikte der historischen Landnutzung vorhanden.

## Zusammenhängende Schutzgebiete
Im Nordosten grenzt unmittelbar das Landschaftsschutzgebiet Sommerschafweide im Bau, Ofenbuckel und Butzenbuch an, über das das Landschaftsschutzgebiet mit dem Naturschutzgebiet Bauenofen-Häulesrain-Tal verbunden ist.
Im Süden befinden sich einige Teilflächen des FFH-Gebiets Gebiete um Trochtelfingen im Landschaftsschutzgebiet.
Im Gebiet befinden sich mehrere Naturdenkmale: Die Doppeleiche beim Kreuzstein, Greifenwirts Doppelbuche, die Buchen am Goldberg und eine Eiche und eine Buche im Triebbuch sind herausragende Baumgestalten und als Einzelbildungen geschützt. Der Flachsbühl und die Sandgruben im Erbsenland, die Weide im Hasental und der Weiher im Eggenfrischer Tal sind als Flächenhafte Naturdenkmale ausgewiesen.